# Humbertium
Humbertium ist eine Gattung der Landplanarien in der Unterfamilie Bipaliinae.

## Merkmale
Arten der Gattung Humbertium besitzen ähnlich wie Bipalium-Arten eine gut entwickelte Penispapille in ihrem Kopulationsapparat. Die beiden Gattungen unterscheiden sich dahingehend, dass bei Humbertium die Ovovitellin-Kanäle von der vorderen Seite in das weibliche Atrium genitale münden, während sie es bei Bipalium vom hinteren Ende tun.

## Etymologie
Die Gattung Humbertium wurde nach dem Schweizer Naturforscher Aloïs Humbert benannt, der einige Arten in Sri Lanka beschrieb, die dieser Gattung zugeordnet wurden.

## Arten
Der Gattung Humbertium gehören folgende Arten an:
- Humbertium ceres (Moseley, 1875)
- Humbertium core (de Beauchamp, 1930)
- Humbertium covidum Justine, Gastineau, Gros, Gey, Ruzzier, Charles & Winsor, 2022
- Humbertium depressum (Ritter-Záhony, 1905)
- Humbertium diana (Humbert, 1862)
- Humbertium dodabettae (de Beauchamp, 1930)
- Humbertium ferrugineum (von Graff, 1899)
- Humbertium ferruginoideum (Sabussowa, 1925)
- Humbertium girardi (von Graff, 1899)
- Humbertium kelleri (von Graff, 1899)
- Humbertium longicanale (Sabussowa, 1925)
- Humbertium palnisium (de Beauchamp, 1930)
- Humbertium penangense (Kawakatsu, 1986)
- Humbertium penrissenense (de Beauchamp, 1925)
- Humbertium phebe (Humbert, 1862)
- Humbertium proserpina (Humbert, 1862)
- Humbertium pseudophallicum (de Beauchamp, 1925)
- Humbertium ravenalae (von Graff, 1899)
- Humbertium sikorai (von Graff, 1899)
- Humbertium subboreale (Sabussowa, 1925)
- Humbertium umbrinum (Geba, 1909)
- Humbertium voigti (von Graff, 1899)
- Humbertium woodworthi (von Graff, 1899)